# 奧斯特河
53°50′22″N 9°1′6″E / 53.83944°N 9.01833°E

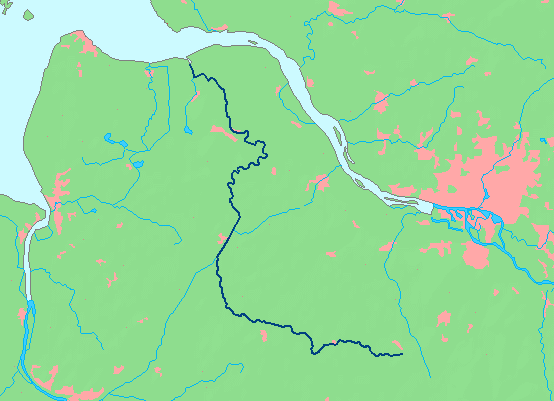

奧斯特河（德語：Oste）是德國的河流，位於下薩克森州，屬於易北河的左支流，河道全長153公里，流域面積1,711平方公里，發源自托施泰特，流經锡滕森、采芬和布雷默弗德。

## 外部連結
- Das Ostesperrwerk （页面存档备份，存于）
- Arbeitsgemeinschaft Osteland e. V. （页面存档备份，存于）
- Der stille Strom（页面存档备份，存于）
- Die Oste （页面存档备份，存于）
- Deutsche Fährstraße （页面存档备份，存于）
- Schwebefähre in Osten an der Oste （页面存档备份，存于）
- Linkliste zur Oste （页面存档备份，存于）